# Горохов, Леонид
Леонид Горохов (англ. Leonid Gorokhov; род. 11 февраля 1967, Ленинград) — российский и британский виолончелист.

## Биография
Ученик Анатолия Никитина c 12-летнего возраста и вплоть до окончания Ленинградской консерватории; в студенческие годы (вторая половина 1980-х) выступал в дуэте с дочерью своего наставника пианисткой Ириной Никитиной, записал с ней альбом сонат (Л. Боккерини, Й. Гайдн, З. Кодай, Д. Шостакович, П. Тортелье). В 1982 году выиграл конкурс юных музыкантов «Концертино Прага», в 1986 году — Международный конкурс исполнителей в Женеве.
В 1991 году по приглашению Иегуди Менухина переехал в Великобританию для преподавания в Школе Менухина. С 1998 года гражданин Великобритании. Преподаёт в Гилдхоллской школе музыки и театра.

## Творчество
В начале 1990-х гг. многократно концертировал как солист с различными оркестрами под управлением Иегуди Менухина, записал с ним виолончельные концерты Камиля Сен-Санса и Богуслава Мартину. Выступает в ансамбле с пианистом Николаем Демиденко и в составе струнного трио «Эрмитаж» со скрипачом Сергеем Левитиным и альтистом Александром Земцовым.